# Tamuli

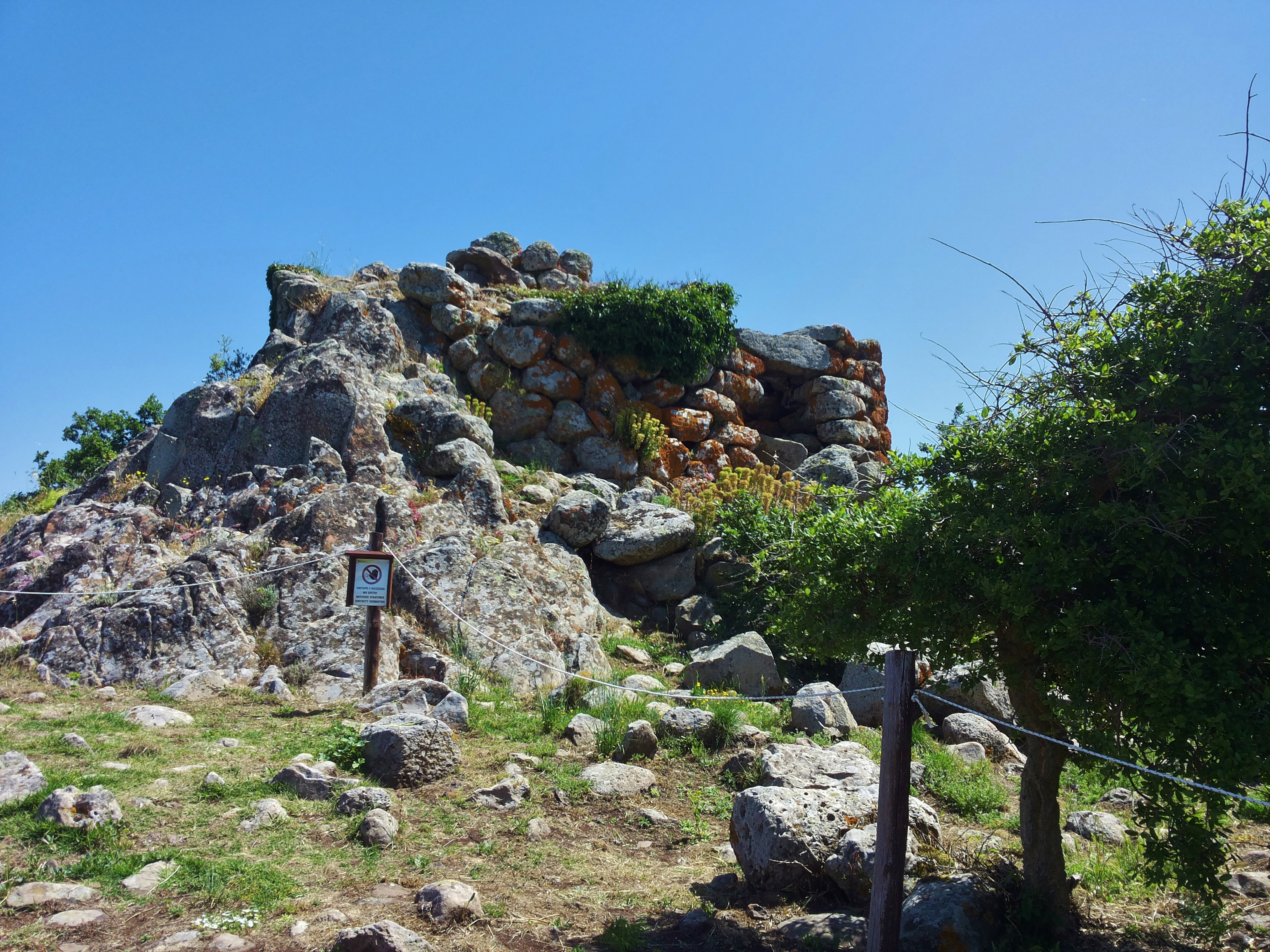
Nuraghe Tamuli

Die Nuraghe und die drei Gigantengräber von Tamuli liegen südwestlich von Macomer auf der Hochebene Pranu ’e Murtas in der Provinz Nuoro auf Sardinien. Die in Sardu „Tumbas de los zigantes“ und (italienisch Tombe dei Giganti) genannten Bauten sind die größten pränuraghischen Kultanlagen Sardiniens und zählen europaweit zu den spätesten Megalithanlagen. Die 321 bekannten Gigantengräber sind Monumente der bronzezeitlichen Bonnanaro-Kultur (2.200–1.600 v. Chr.), die Vorläuferkultur der Nuraghenkultur ist.

## Typenfolge
Baulich treten Gigantengräber in zwei Varianten auf. Die Anlagen mit Portalstelen und Exedra gehören zum älteren Typ. Bei späteren Anlagen besteht die Exedra statt aus monolithischen Stelen, aus einer in der Mitte deutlich erhöhten Quaderfassade aus bearbeiteten und geschichteten Steinblöcken (italienisch tipo dolmenico – Dolmentyp). Bei den Gigantengräbern von Tamuli ist nur eine der Exedren einigermaßen erhalten. Sie sind Anlagen des jüngeren Typs (mit Quaderfassade) aus Basalt.

## Beschreibung
Wenige Meter von einem Gigantengrab stehen die etwa 1,5 Meter hohen „perdas marmuradas“ – sechs nuraghische Baityloi (italienisch Betili) drei männliche und drei weibliche Menhire, die schon im Mittelalter als „sa petra uue sunt sos thithiclos“ (der Stein mit den Brüsten) bezeichnet wurden und auf den sardischen Steinkult verweisen.